# پوتاشفکا
پوتاشفکا (به لاتین: Potashevka) یک منطقهٔ مسکونی در روسیه است که در باشقیرستان واقع شده‌است.